# ایگنازیو ویسکو
ایگنازیو ویسکو (ایتالیایی: Ignazio Visco؛ زادهٔ ۲۱ نوامبر ۱۹۴۹) اقتصاددان ایتالیایی و رئیس فعلی بانک ایتالیا است.